# Oostelijke zandvos
De oostelijke zandvos of vale vos (Vulpes pallida)  is een zoogdier uit de familie van de hondachtigen (Canidae). De wetenschappelijke naam van de soort werd voor het eerst geldig gepubliceerd door Cretzschmar in 1826.

## Voorkomen
De soort komt voor in Benin, Burkina Faso, Kameroen, Tsjaad, Eritrea, Ethiopië, Gambia, Mali, Mauritanië, Niger, Nigeria, Senegal, Somalië en Soedan.